# Duane Da Rocha
Duane Da Rocha Marcé (née le 7 janvier 1988 à Brasilia au Brésil) est une nageuse espagnole spécialiste des épreuves de dos. En 2012, elle a participé aux Jeux olympiques de Londres avec comme meilleure performance une treizième place au 200 m dos. En 2014, elle devient championne d'Europe sur cette distance.

## Palmarès

### Championnats du monde
- Championnats du monde en petit bassin 2012 à Istanbul (Turquie) :
  -  Médaille de bronze du 200 m dos.

### Championnats d'Europe

#### En grand bassin
- Championnats d'Europe 2010 à Budapest (Hongrie) :
  -  Médaille de bronze du 200 m dos.

- Championnats d'Europe 2012 à Debrecen (Hongrie) :
  -  Médaille de bronze du 200 m dos.

- Championnats d'Europe 2014 à Berlin (Allemagne) :
  -  Médaille d'or du 200 m dos[1].

#### En petit bassin
- Championnats d'Europe en petit bassin 2010 à Eindhoven (Pays-Bas) :
  -  Médaille d'or du 200 m dos.
  -  Médaille d'argent du 100 m dos.

- Championnats d'Europe en petit bassin 2011 à Szczecin (Pologne) :
  -  Médaille d'argent du 200 m dos.